# I Know Why (And So Do You)

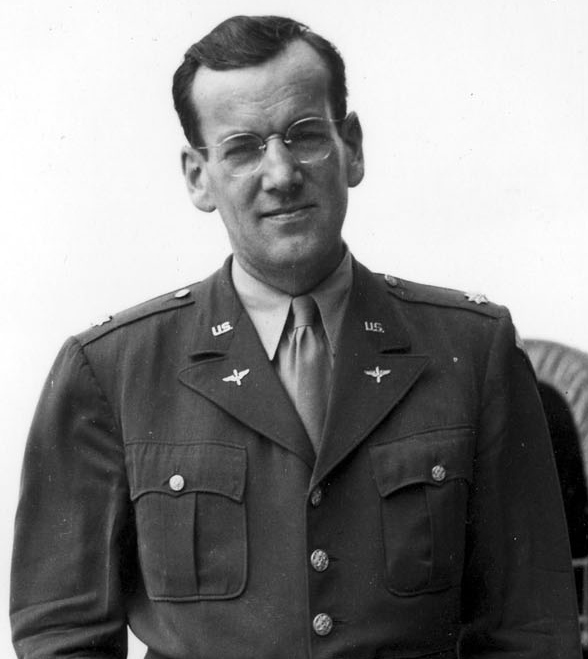
Glenn Miller im Kriegsdienst

I Know Why (And So Do You) ist ein von Mack Gordon und Harry Warren geschriebenes Lied aus dem Jahr 1941. Bekannt wurde es durch die Interpretation von Glenn Miller und seinem Orchester im Film Adoptiertes Glück.

## Entstehungsgeschichte
Der Autor Mack Gordon und der Komponist Harry Warren schrieben I Know Why für Adoptiertes Glück (Sun Valley Serenade, 1941), den ersten von zwei Musicalfilmen, in denen das Glenn-Miller-Orchester auftrat. Als Sängerin des Liedes im Film ist Lynn Bari zu sehen, die Gesangsstimme wurde ihr aber durch die Geistersängerin Pat Friday (1921–2016) geliehen, die dafür im Filmvorspann allerdings ohne Erwähnung blieb. Baris männliche Gegenstimme John Payne ist dagegen mit seiner eigenen Stimme im Film zu hören. Neben Friday und Payne sind auch die Modernaires als Chor in I Know Why zu hören. Die Single wurde als Schellackplatte bei Bluebird Records veröffentlicht, mit Chattanooga Choo Choo auf der B-Seite.
In der früh im Film vorkommenden Orchesterszene mit I Know Why flirten Bari in der Rolle der Sängerin und Payne als Pianist während ihres Gesangs von I Know Why miteinander. Das Lied wird im Verlauf des Films noch zweimal wiederholt, hier nun auf das Liebesglück von Paynes Pianisten und der Hauptdarstellerin Sonja Henie gemünzt: Im mittleren Teil des Films singt Paynes Figur Henie das Lied vor, am Höhepunkt des Filmes erklingt es noch einmal während Henies Eiskunstlauf-Show.

## Coverversionen und Rezeption
Im Vergleich zur B-Seite Chattanooga Choo Choo ist I Know Why weniger bekannt. Dennoch entstanden in den folgenden Jahrzehnten unter anderem Coverversionen von Ray Anthony (der bei der Glenn-Miller-Aufnahme von 1941 einer der Trompeter war) und seinem Orchester, Bert Ambroses Orchester mit Sängerin Anne Shelton sowie June Christy und Robert Clary. Eines der bekannteren Cover kommt von der Gruppe Manhattan Transfer. Im Bereich des Jazz listet der Diskograf Tom Lord 85 Coverversionen des Songs, unter anderem von Teddy Weatherford, Eddie Brunner, André Previn, Jackie Paris, Mel Tormé, Erwin Lehn, June Christy, Ramsey Lewis, in späteren Jahren auch von Ed Bickert, Bill Allred, Dave McKenna, Ruth Brown, Gray Sargent, Rebecca Kilgore und Wesla Whitfield.
In der Glenn-Miller-Originalversion wird I Know Why in dem Kriegsfilm Memphis Belle (1990) und dem Fantasyfilm Shape of Water – Das Flüstern des Wassers (2017) gespielt.